# Burgund
Burgund er det historiske navn for et kongedømme og senere et hertugdømme i det område, der ligger i den franske region Bourgogne.
Regionen består i dag af departementerne Côte-d'Or, Nièvre, Saône-et-Loire og Yonne.
Det har et areal på 31.741 km² og en befolkning på ca. 1,61 millioner. Regionalhovedstaden er Dijon, øvrige større byer er Auxerre, Macon og Nevers. Som hertugdømme blev Burgund i senmiddelalderen en magtfuld spiller på den europæiske scene i direkte konkurrence med hoffet i Paris. I dag er Burgund især kendt for sine vine.
Se også: Bourgogne

## Geografi
Mod øst grænser Burgund til regionen Franche-Comté, mod nord til Champagne-Ardenne og Île-de-France, mod vest grænser det til regionen Centre, mens regionerne Auvergne og Rhône-Alpes ligger mod syd.

## Historie
Den germanske stamme burgunderne stammer fra Burgundarholm (Bornholm) og befandt sig i 200-tallet ved floden Main. I folkevandringstiden gik de over Rhinen og fik af romerne tilladelse til at slå sig ned i området mellem Genevesøen og Middelhavet. Riget blev erobret af frankerne i 500-tallet og blev efterhånden delt i to dele, Cisjuranske Burgund og Transjuranske Burgund. I 937 blev de slået sammen til kongeriget Burgund med hovedstad i Arles og overgik i 1032 til det Tysk-romerske rige, som senere tabte det.
Der opstod flere indflydelsesrige klostre i regionen som Cluny, Citeaux og Vézelay.
Burgund blev delt op i forskellige grevskaber og bispedømmer. I 1300- og 1400-tallet blev Burgund igen samlet til et stort rige, som ud over hertugdømmet Burgund omfattede Lothringen, Luxembourg, Brabant og Nederlandene. Samlingen skete, da hertug Filip den Dristige, hertug af Burgund (fransk: Philippe Le Hardi) i 1369 giftede sig med grevinden af det mægtige franske len Flandern. Han og hans efterfølgere fik samlet de nederlandske provinser til et sammenhængende område, der stort set svarer til Benelux. Hoffet flyttede fra Dijon til Brugge og senere til Bryssel, hvor det blev kendt over hele Europa for sin kultur og kunst. Bl.a. udviklede Hubert og Jan van Eyck realismen i malerkunsten.
Et dristigt forsøg på at forene stamlandet Burgund i syd med de nederlandske provinser i nord ved indlemmelse af Lothringen mislykkedes, da hertug Karl den Dristige (fransk: Charles le Téméraire) blev dræbt i slaget ved Nancy i 1477, og Frankrigs konge Ludvig 11. straks indlemmede stamlandet i krondomænet.
Da Frankrig også truede de nederlandske provinser, blev Karl den Dristiges datter, Marie den Rige af Burgund nødt til at gifte sig med den mægtige østrigske ærkehertug, senere Maximilian 1. af Habsburg. Deres sønnesøn Karl 5. tog hertugdømmet i 1526, men måtte opgive det tre år senere. Karl 5. fortsatte alligevel med at bruge titlen hertug af Burgund. Hans søster den danske dronning Isabella af Burgund, der var gift med Christian 2., kaldte sig "hertuginde af Burgund" .
Efter den Franske Revolution blev hertugdømmet opløst og delt i fire departementer. I 1956 dannedes regionen Bourgogne, som består af de samme fire departementer.

## Erhverv
Bourgogne er et udpræget landbrugsområde med nogle af verdens fineste vinmarker i Côte-d'Or, herunder Côte de Nuits og Côte de Beaune. Hertil kommer kvægdrift, hvor især Charolais-racen er udbredt.Det var romerne der omkring år 280 begyndte med vindyrkningen.